# Toti Gomes
Tote António Gomes (* 16. ledna 1999 Bissau), známý jako Toti nebo Toti Gomes, je portugalský profesionální fotbalista, který hraje na pozici středního obránce za anglický klub Wolverhampton Wanderers FC.

## Klubová kariéra

### Estoril
Svůj debut v druhé nejvyšší portugalské soutěži si Toti odbyl 5. května 2019 v dresu Estorilu v utkání proti Académico Viseu.

### Wolverhampton
Dne 2. září 2020 přestoupil Toti do anglického prvoligového Wolverhamptonu Wanderers, ale okamžitě odešel na hostování do švýcarského Grasshopper Club Zürich do konce sezóny 2020/21. V klubu debutoval v prvním kole sezóny proti Winterthuru při výhře 3:2. Svůj první gól za švýcarský tým vstřelil 20. října při prohře 5:2 proti Kriens.
Po úspěšné sezóně se švýcarským klubem, kdy pomohl pravidelnými starty k postupu do švýcarské Super League, se Toti vrátil do Grasshoppers na další sezónní hostování. Ve Švýcarsku strávil první polovinu sezóny 2021/22, ale v lednu 2022 byl z hostování stáhnut.
Díky odletu stopera Romaina Saïsse na Africký pohár národů, se Toti objevil v základní sestavě Wolverhamptonu Wanderers 15. ledna 2022 při ligovém vítězství 3:1 nad Southamptonem v Molineux.

## Statistiky

### Klubové
K 15. lednu 2022
| Klub                    | Sezóna  | Liga             | Liga   | Liga | Pohár  | Pohár | Ostatní | Ostatní | Celkem | Celkem |
| Klub                    | Sezóna  | Liga             | Zápasy | Góly | Zápasy | Góly  | Zápasy  | Góly    | Zápasy | Góly   |
| ----------------------- | ------- | ---------------- | ------ | ---- | ------ | ----- | ------- | ------- | ------ | ------ |
| Estoril                 | 2018/19 | LigaPro          | 3      | 0    | 0      | 0     | 0       | 0       | 3      | 0      |
| Estoril                 | 2019/20 | LigaPro          | 0      | 0    | 0      | 0     | 0       | 0       | 0      | 0      |
| Estoril                 | Celkem  | Celkem           | 3      | 0    | 0      | 0     | 0       | 0       | 3      | 0      |
| Wolverhampton Wanderers | 2020/21 | Premier League   | 0      | 0    | 0      | 0     | —       | —       | 0      | 0      |
| Wolverhampton Wanderers | 2021/22 | Premier League   | 1      | 0    | 0      | 0     | —       | —       | 1      | 0      |
| Wolverhampton Wanderers | Celkem  | Celkem           | 1      | 0    | 0      | 0     | 0       | 0       | 1      | 0      |
| Grasshopper (host.)     | 2020/21 | Challenge League | 33     | 2    | 2      | 0     | —       | —       | 35     | 2      |
| Grasshopper (host.)     | 2021/22 | Super League     | 11     | 1    | 2      | 0     | —       | —       | 13     | 1      |
| Grasshopper (host.)     | Celkem  | Celkem           | 44     | 3    | 4      | 0     | 0       | 0       | 48     | 3      |
| Celkem                  | Celkem  | Celkem           | 48     | 3    | 4      | 0     | 0       | 0       | 52     | 3      |